# Rosalba recta
Rosalba recta là một loài bọ cánh cứng trong họ Cerambycidae.